# Troesmis

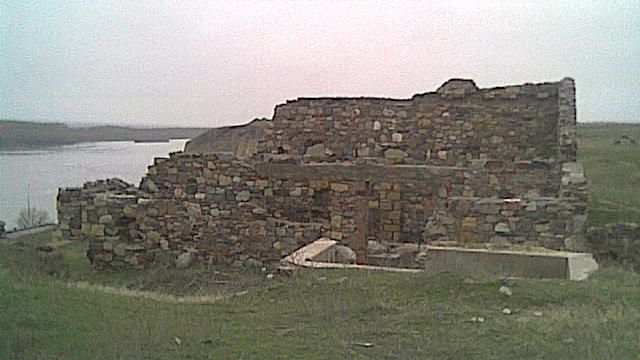
Reste der römischen Garnison in Troesmis

Troesmis war eine antike römische Stadt und Militärlager am rechten Ufer der unteren Donau. Sie lag in der römischen Provinz Moesia inferior (Niedermösien). In Troesmis traf die Via Pontica auf die Straße entlang der Donau. Heute befindet sich der Ort im Kreis Tulcea in Rumänien.
Von 107 bis 161 war hier die römische Legio V Macedonica stationiert, nach dem Jahr 180 die Legionen I Italica und XI Claudia, zwischen 337 und 361 die Legio II Herculia. Im frühen 5. Jahrhundert lagen hier die Milites secundi Constantini, eine Auxiliareinheit, als Garnison.
Beim Lager der Legio V Macedonica entwickelte sich eine Lagerstadt (canabae), aus der später ein Municipium hervorging. Ein fragmentarisch erhaltenes Stadtgesetz, die sogenannte Lex municipalis Troesmensium, zeigt, dass dieses Municipium während der gemeinsamen Herrschaft von Mark Aurel und Commodus (177–180) gegründet wurde.